# Хера
Хера (Ἥρα), веома поштована Зевсова супруга, била је заштитница брака и удатих жена. Својом верношћу давала је пример и боговима и људима. Хера се појављује у бројним митовима, а поред своје, подиже и много друге деце, кажњава неверство и сурово се свети љубавницама свога мужа.
Рођена из брака Хроноса и Рее живела је, са браћом и сестрама, у Кроносовој утроби (за детаље видети Хронос), све док их није ослободио Зевс. После победе над Хроносом, Зевс узима Херу за супругу, на шта је она невољно пристала. Зевс јој се раније често удварао а она га је одбијала, док се једном није прерушио у покислу кукавицу и дошао до ње. Хера се сажалила на јадно створење и пригрлила је, а Зевс се истог часа вратио у свој облик и силовао је, па је она из стида пристала да се уда за њега.
Хера се често приказује у свечаним одорама носећи на глави круну, односно polos (висока ваљкаста круна коју су носиле најзначајније богиње). У својој руци она понекад носи нар, симбол здраве крви, али и смрти. Нар је такође и састојак опијумских напитака који се праве од мака.
Као и све богиње Хера је била самовољна и хировита.
У римској митологији Херу можемо да повежемо са Јуноном.

## Име и култ
За разлику од других грчких богова, као што су Зевс и Посејдон, Херино име не можемо да анализирамо као грчку или индо-европску реч. Изгледа да Херино име потиче из периода Минојске или неке друге цивилизације настале пре грчке цивилизације.
Херин значај се огледа у бројним великим и раскошним храмовима који су јој посвећени. Центар њеног култа био је на Самосу и Аргосу, где су у 8. веку п. н. е. подигнути једни од првих грчких храмова. Постојало је једно светилиште које се налазило између бивших Микенских градова-држава, Аргоса и Микене. Поред ових градова Хера је имала храмове у Тиринту, светом острву Делос, Коринту, на Олимпу и на многим другим местима. На Олимпу Херин култ је био старији од Зевсовог. Хомер је у Илијади приказао однос између ње и Зевса када му се она обратила: „Ја сам Хроносова старија ћерка и ја сам поштованија од тебе, али не само због тога, већ и зато што сам твоја жена, а ти си врховни од свих богова.“ При овом, треба узети у обзир чињеницу да Хомер није поштовао Херу јер се, по њему, она углавном бавила ковањем завере да би се осветила Зевсовим љубавницама.
Грчки олтари су у почетку увек били под отвореним небом. Могуће је да је Хера била прва богиња којој су изградили светилиште са кровом на Самосу 800. године н. е (овај храм је срушен и изграђен је Хераион, један од највећих грчких храмова икада). Претпоставља се да је овакав храм био изграђен и из практичних разлога. Заправо храм је био много сигурнији и дарови које је Хера добијала нису могли бити украдени. Да Хера није била само локално божанство сведоче баш ти дарови, а они су потицали из Јерменије, Вавилона, Ирана, Сирије и Египта. Ово нам указује на велики углед Хериног светилишта на Самосу, али и на сеобу народа.
На Еубеји, на фестивалу посвећеном Дедалу, сваких шест година одржавала се свечаност посвећена Хери.
У сликарству Хера је приказивана на разне начине. Постоји слика која приказује Херу како се вози колима која вуку паунови, птице Грцима познате тек након освајања Александра Македонског. Касније у ренесансној иконографији мотив пауна обједињује Херу и Јунону.
У раним митовима свака богиња је имала „своју“ птицу, па тако и Хера. Њен симбол је био птица кукавица и она се спомиње у митовима о Зевсовом удварању Хери.
Хера је још повезана и са стоком, пре свега говедима. Зато не чуди зашто је била поштована у Еубеји која је богата стоком.

## Хера и деца
Хера је богиња брака и праузор сједињавања у првој брачној ноћи, али она није добра мајка. Њена деца са Зевсом су Арес (бог рата), Хеба (богиња младости), Ерида (богиња нереда, хаоса, раздора и сл.) и Елитија (богиња порођаја). Хера је била љута кад се родила Атена (ћерка Зевса и Метиде), па је она родила Хефеста (по неким митовима Хефест је и Зевсов син). Зевс и/или Хера су се гадили Хефеста због његове ружноће, па су га бацили са планине Олимп. По неким другим митовима ниједно Херино дете није Зевсово јер је она сама затруднела тако што је јела салату и руком тукла земљу.
Хефест је желео да се освети Хери зато што га је одбацила, па јој је направио магичан трон. Када је она села на трон више није могла да устане. Други богови су молили Хефеста да се врати на Олимп и да ослободи Херу, али све је било бескорисно. Зато га је Дионис напио и донео до Олимпа на леђима магарца. Хефест је ослободио Херу пошто су му дали Афродиту за жену.

## Хера и љубомора

### Алкмена и Херакле
Хера је била непријатељ Херакла, који је поред Персеја, Кадма и Тезеја био највећи грчки херој. Када је Алкмена, Хераклова мајка, остала трудна Хера је желела да спречи њен порођај тако што јој је завезала ноге у чворове. Галантис, Херин слуга, преварио ју је тако што је рекао Хери да се Алкмена већ породила. Хера је Галантиса претворила у ласицу.
Кад је Херакле био још мали Хера је послала две змије да га убију док је он лежао на пољском кревету. Херакле је удавио обе змије и његова дадиља га је пронашла како се он игра са њиховим мртвим телима као да су му играчке.
За Хераклово детињство се везује и једна од бројних анегдота како је настао Млечни пут. Кад је Херакле био мали, његов отац, Зевс, желео је да га чува, па се он прерушавао у дадиљу. Када је Хера то сазнала она је дадиљу (заправо Зевса) повукла за груди и млекно је прснуло и разлило се по небу. Мрља која је тада настала представља млечни пут и видљива је и дан данас.
Дванаест задатака
Хера је наредила Хераклу да служи краљу Микене Еуристеју. Еуристеј је задао дванаест задатака Херкулу, а Хера се потрудила да му сваки задатак отежа.
Када се Херкул борио са Хидром Хера је послала морског рака да га уједе у нади да ће га омести и да ће га Хидра убити. Када је ишао по Херионове краве Хера је послала обаде да нападну стоку и раздраже је. Хераклу је било веома тешко да их сакупи. Затим је послала поплаву, па Херакле никако није могао да пређе воду са стоком, па је зато набацао камење у реку. Кад је коначно стигао до обале, стока је жртвована у Херину част.
Еуристеј је такође желео да ђртвује Критског бика Хери, али је Хера то одбила јер се тиме само величала Хераклова снага и слава. Бик је пуштен и лутао је до Маратона.

### Ехо
Нимфа Ехо је имала задатак да одвуче Херину пажњу са Зевсових афера. Зато јој је ласкала и упућивала је на друге ствари. Када је Хера сазнала за превару проклела је Ехо да говори само туђе речи и то само онда када их изговоре у пећини, шуми...

### Лето, Артемида и Аполон
Када је Хера сазнала да је Лето затруднела, а да јој је љубавник био Зевс, она јој је забранила да се породи на било каквом копну или острву. Лето је нашла Делос, плутајуће острво које није било ни копно, ни неко право острву и на њему се породила. Острво је било окружено лабудовима. Као поклон Лету за порођај, Делос је било осигурано са четири стуба. Ово острво је касније постало свето Аполоново острво. Немоћна Хера је тада киднаповала Елитију, богињу порођаја, да би спречила Лето да се породи. Други богови су приморали Херу да је пусти. Како било, Артемида је рођена прва и онда је помогла мајци да роди Аполона. Друга верзија приче каже да је Артемида рођена један дан пре Аполона на острву Ортегија. Она је помогла мајци да пређе преко мора до острва Делос и да тамо роди Аполона.

### Калисто и Аркас
Калисто је била Артемидина пратиља и заветовала се да ће остати девица. Међутим у њу се заљуби Зевс и да би је намамио у своје наручје он се преруши у Аполона. Калистро тада остане трудна и роди Аркаса. Кад је Хера за то сазнала обузео је силан гнев и она Калисто претвори у медведа. Аркас, кад је порасто, једном је ишао у лов и тада убио своју мајку, медведа. Видевши све то, Зевс се сажали и постави их на небо једно поред другог и то су Велики и Мали медвед. Но, Хера је била незадовољна, па је питала Тетију, своју дадиљу, да јој помогне. Тетија, богиња мора, проклела је сазвежђе да увек кружи на небу и да се никад не спусти испод хоризонта.

### Семела и Дионис
Дионис је био син Зевса и мртве жене. Хера је била много љубоморна па је послала Титане да покидају дете пошто га намаме са играчкама. Зевс је растерао Титане својом муњом, али тек пошто су појели све осим срца које је сачувала Атина или Деметра или Реа. Зевс је узео Дионисово срце и закопао га на гробу Семеле и поново је из тог срца „рођен“ Дионис. Зато се за Диониса каже да је „двапут рођен“. Дионис је касније своју мајку, Семелу, спасао из подземља и она је отишла да живи на Олимпу.

### Ија
Хера замало да је ухватила Зевса са љубавницом Ијом, али Зевс је успео да је претвори у прелепу белу јуницу пре него што ју је Хера видела. Но, Хера није била сасвим преварена јер је она тражила од Зевса да јој да јуницу на поклон. Хера је Ио ставила под надзор Аргуса да јој се не би приближио Зевс. Зато је Зевс наредио Хермесу да убије Аргуса, што је Хермес и учинио тако што је успавао свако око (тачније сто и једно) Аргуса. Док је Ио лутала земљом Хера је послала обада да је убоде. Ио је на крају стигла до краја света, у Египат (како су Грци веровали), и тамо је прелепа јуница обожавана као божанство. Како је протерана из Грчке, Хера је дала дозволу Зевсу да је врати у људски облик, али Зевс после тога више никада није могао да је види.

### Ламија
Ламија је била краљица Лидије и Зевс ју је волео. Хера је била веома љубоморна и претворила ју је у монструма. Ламија-монструм је појела своју децу и због тога је била кажњена тако што никада није могла да затвори очи да би увек могла да види слику своје мртве деце. Зевсу је било жао и дао јој је дар да може да извади очи да их одмори, а кад се одморе да их врати. Ламија је била љубоморна на друге мајке, па је јела њихову децу.

## Хера у неким другим митовима

### Сидипе
Сидипе, која је била Херина свештеница, ишла је на фестивал посвећен овој богињи. Во, који је требало да вуче њена теретна кола, био је престар, па су њени синови, Битон и Клеобис, вукли кола цео пут (8 km). Сидипе је била очарана њиховој посвећености њој и богињи и замолила је Херу да им да најлепши поклон који бог може дати човеку. Хера је наредила да они, када буде дошло време за умирање, умру у сну.

### Тиресија
Тиресија је био Зевсов свештеник, и као младић наишао је на две змије које се паре и убио их штапом. Тада је он трансформисан у жену. Као жена, Тирезијас је постао Херин свештеник, удао се и изродио децу, међу којима је била и Манто. Друга прича каже да је Тирезијас као ђена постао веома позната проститутка. Када је након неколико година поново наишао на две змије које се паре, он их је убио и поново је постао мушкарац. Тада су га Зевс и Хера питали када је више уживао: док је био жена или док је био мушкарац. Зевс је тврдио да ће одговор бити жена, а Хера мушкарац. Како је Тирезијас стао на Зевсову страну, Хера га је ослепела. Зевс није могао да отклони Херино проклетство па му је дао дар прорицања.
Постоји друга верзија приче како је Тирезијас ослепео и она је везана за богињу Атину.

### Хелона
На венчању Зевса и Хере нимфа Хелона се понашала неучтиво и непристојно. Зевс ју је осудио на вечно ћутање.

### Илијада
Током Тројанског рата Хера је видела Ареса, свог сина, како се бори на страни Тројанаца. Хера је замолила Зевса, Аресовог оца, да јој да дозволу да одведе Ареса са бојног поља. Хера је охрабрила Диомеда и он је бацио копље на бога, а Атена је копље дубоко зарила у бога. Арес је осећао велики бол и одлетео је на Планину Олимп да се излечи. Тројанци су морали да се повуку јер су остали без Аресове помоћи.

### Златно руно
Хера је мрзела Пелиаса зато што је убио Сидеро, његову бака-маћеху и то у Херином храму. Зато је Хера подстицала Јасона и Медеју да убију Пелиаса.

### Метаморфозе
Како Овидије каже у Метаморфозама, Зевс и Хера су краља Хелмута и краљицу Родопи претворили редом у Стару планину и Родопске планине јер су себе упоређивали са боговима.